# Nippon Steel
La Nippon Steel Co. Ltd. (日本製鉄?, Shin Nippon Seitetsu Kabushiki gaisha) (Borsa di Tokyo: 5401 ), dal 2012 nota anche con il nome Nippon Steel & Sumitomo Metal Corporation (新日鐡住金株式会社?), è un'azienda giapponese attiva nel settore metallurgico, siderurgico, chimico, elettronico ed edilizio.

## Storia
La genesi dell'azienda è il risultato di un lungo processo di fusioni e trasformazioni aziendali iniziato tra il 1886 e il 1901, quando furono fondate le aziende Kamaishi Mines Iron & Works (fusasi, nel corso degli anni successivi, con le divisioni siderurgiche di alcune società come la Toyo e la Mitsubishi) e Yawata Steel Works, quest'ultima a partecipazione statale. Queste due società si fusero nel 1934, andando a creare la Japan Iron & Steel, rinominata nel 1950 in Yawata Iron & Steel (八幡製鉄?, Yawata Seitetsu). Negli anni sessanta l'azienda conobbe un periodo di sviluppo con l'apertura di numerosi impianti, fino ad assumere, il 31 marzo 1970, un assetto societario simile all'attuale in seguito alla fusione dell'azienda con la Fuji Iron & Steel (富士製鉄?, Fuji Seitetsu), e il cambio di nome in Nippon Steel.
Costretta a prendere severe misure finanziarie in seguito ad una crisi economica negli anni ottanta, la Nippon Steel riprese presto il proprio sviluppo societario aprendo, già dalla seconda metà del decennio, alcuni laboratori di sviluppo e ricerca nonché delle nuove divisioni. Nei primi anni del terzo millennio l'azienda fu nuovamente oggetto di riassetti societari (con lo scorporo o la chiusura di alcune delle divisioni) che culminarono con la fusione col ramo siderurgico del gruppo Sumitomo, avvenuto il 1º ottobre 2012.

## Produzione
La Nippon Steel opera in sei settori economici: alla tradizionale produzione dell'acciaio si è affiancato, a partire dal 1974, il settore edile (divenuto, nel 2006, un'azienda filiale con il nome di Nippon Steel Engineering) che si occupa della costruzione di infrastrutture e di progetti per lo sviluppo urbano. A partire dal 1984 l'azienda si occupa del trattamento di semiconduttori (settore di cui è esistita, tra il 1993 e il 1999, una divisione indipendente) e della ricerca di nuovi materiali, mentre nel 1986 viene avviata la produzione di materiale elettronico e informatico. Particolare attenzione viene rivolta, in fase di produzione, al rispetto dell'ambiente: al fine di ridurre l'inquinamento derivato dalla produzione dei materiali, sono state messe in atto alcune strategie di riutilizzo dell'energia che hanno portato, nel 2009, ad una sensibile riduzione del consumo complessivo di energia e di anidride carbonica rispetto al 1990.

## Sedi e impianti
La sede principale dell'azienda è situata a Tokyo da cui se ne ramificano altre 22, situate in altrettante prefetture, più ulteriori 15 all'estero (7 in Asia, 5 tra America settentrionale e meridionale, 2 in Oceania e una in Europa). L'azienda conta nove impianti, una centrale elettrica a Hikari e dieci laboratori di ricerca e sviluppo.

## Sport
Ciascuna sede dell'azienda è dotata di un circolo sportivo per i dipendenti: ad ottenere risultati più significativi a livello nazionale è stata la sezione calcistica dell'impianto di Kitakyūshū (attiva fino al 1999), membro fondatore della Japan Soccer League (in cui conta 26 apparizioni tra il 1965 e il 1991) e vincitrice dell'edizione 1964 della Coppa dell'Imperatore. Ad alcune edizioni di quest'ultima competizione hanno preso parte anche le sezioni calcistiche degli impianti di Muroran e Kamaishi.